# 萩尾麻衣子
萩尾 麻衣子（はぎお まいこ、1979年12月26日 - ）は、福岡県北九州市出身のサッカー審判員（元国際副審）。田辺三菱製薬勤務。

## 来歴
中学時代は放送部、北九州工業高等専門学校時代は陸上競技部（中距離専門）、編入学した筑波大学でも陸上競技部と、サッカーとは無縁な学生生活を送るが、筑波大学大学院進学時にサッカーに興味を持ち始める。2004年に修士課程を卒業後、茨城県神栖市で研究職の傍ら、地元のサッカー協会の紹介でサッカー審判員の資格取得を目指し、2006年までに女子2級審判員の資格を取得。関西に転居後の2011年11月20日付けで女子1級審判員の資格を取得した。
女子1級審判員資格取得後は国民体育大会やなでしこリーグで活動し、2015年に日本サッカー協会 (JFA) の推薦で国際サッカー連盟（FIFA）の国際審判員リストに登録された。アルガルヴェ・カップには2017年から3年連続で派遣され、2018年にはAFC女子アジアカップにも派遣されるなど多忙を極めたが、勤務する田辺三菱製薬がサッカー・女子サッカーに理解のある会社だったこともあり、活動を継続できた。
2018年12月3日には、FIFAにより翌年開催される2019 FIFA女子ワールドカップへ主審の山下良美、副審の坊薗真琴・手代木直美と共に審判団として選出。日本人審判団の中では3人のサポート役である「予備副審」という立場だったが、2019年6月15日に行われたグループE・オランダ対カメルーン戦で、オーストラリアのケーシー・レイベルトらと共に審判団を組み、副審（第2副審）を担当した。
2021年限りで国際審判員登録を外れたが、審判員としての活動は継続している。